# 邱小平
邱小平（1964年10月—），江西宜春人，中华人民共和国政治人物，中国共产党党员。曾任全國工商聯黨組成員、副主席，中國民間商會副會長。現任第十四屆全國政協委員。
中国人民大学国民经济计划系毕业，大学学历。历任劳动人事部（后陆续改组为劳动部、劳动和社会保障部）主任科员、副处长、处长、副司长，中共石嘴山市委常委、副市长，劳动和社会保障部劳动工资司司长，人力资源和社会保障部劳动关系司司长等职。2008年10月17日，中国工会十五大在北京开幕，大会选举他出任主席团委员。2012年3月至2019年7月擔任人力资源和社会保障部副部长。2013年10月20日，中国工会第十六次全国代表大会在北京召开，选举产生284名执行委员和执行委员会。10月21日，中华全国总工会第十六届执行委员会第一次全体会议选举他出任副主席。
2018年10月25日，中华全国总工会第十七届执行委员会召开第一次全体会议，选举全总十七届执委会主席、副主席和主席团委员，他当选为全总副主席。
2019年8月23日，当选为中华全国工商业联合会副主席、党组成员。2025年7月卸任。